# Закон про підтримку свободи України 2014
Закон про підтримку свободи України 2014 (англ. Ukraine Freedom Support Act of 2014) — законопроєкт, ухвалений 11 грудня 2014 Сенатом і 12 грудня 2014 Палатою Представників США. Визначає Україну військовим союзником США за межами НАТО. 18 грудня Закон підписав Президент США Барак Обама.
Закон дозволяє послідовно посилювати тиск на оборонну, енергетичну і фінансову галузі російської економіки.

## Проєкт Сенату № S.2828

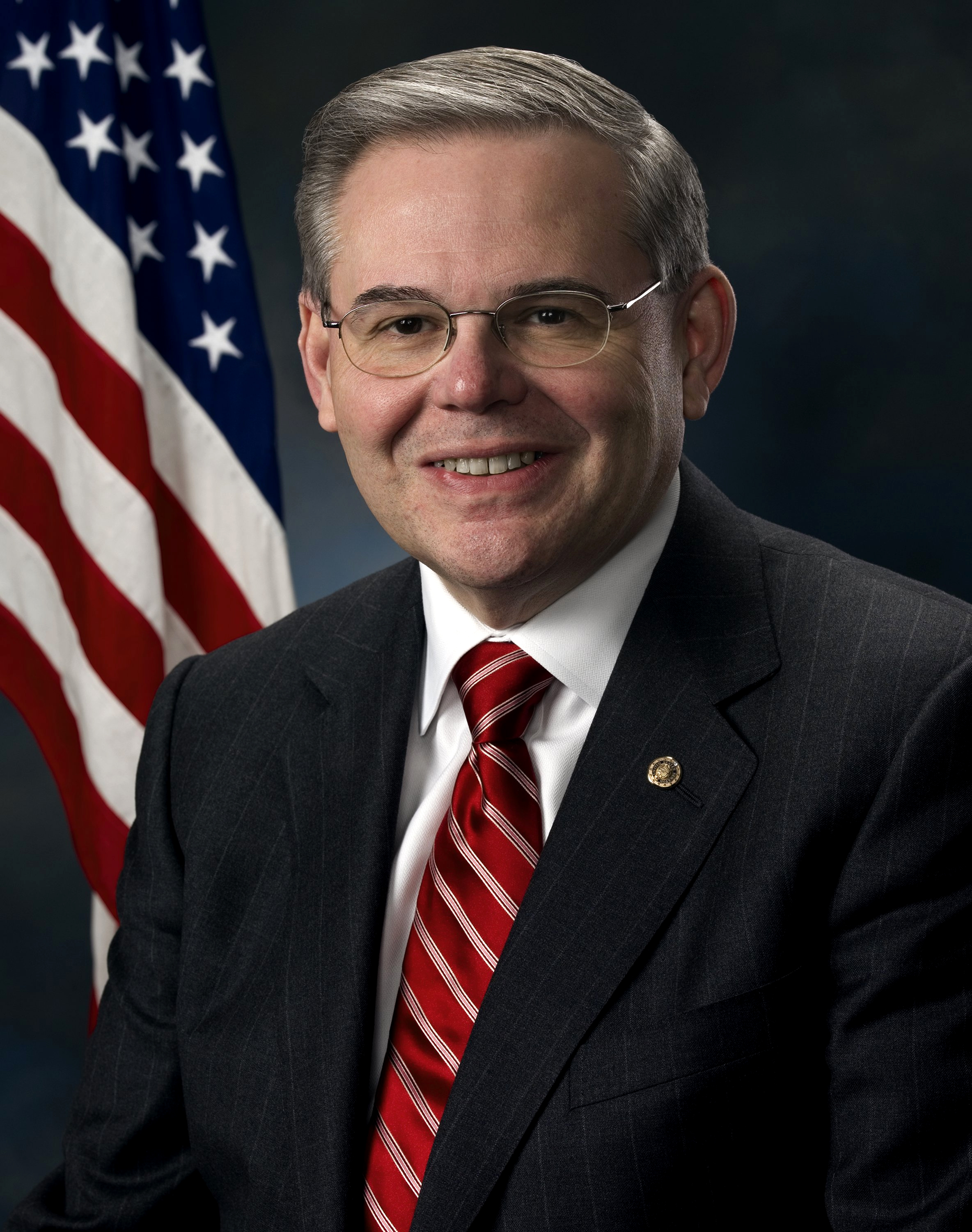
Роберт Менендез

Законопроєкт спрямований на захист України, Грузії та Молдови та інших країн регіону від російської агресії — як воєнної, так і енергетичної.
Автором документу є сенатор Роберт Менендес. Його було пролобійовано активістами української діаспори, для чого вони створили спеціальний сайт pass2828.org.
Проєкт доручає Президенту США запровадити санкції проти Російської Федерації, а саме стосовно:
- Рособоронекспорту[ru] та інших оборонних компаній;
- Газпрому;
- нафтового сектора;
- фінансової системи Росії.

Акт надає допомогу Україні:
- у військовому, оборонному, енергетичному та цивільному секторах;
- внутрішньо переміщеним особам.

Також доручається Держсекретарю США співпрацювати з українськими чиновниками, аби допомогти Україні знизити залежність від імпорту природного газу з Російської Федерації.
Крім того, Актом обумовлюється посилення телерадіомовлення на країни колишнього Радянського Союзу з метою протидії російській пропаганді.

## Проєкт Палати Представників № H.R.5859

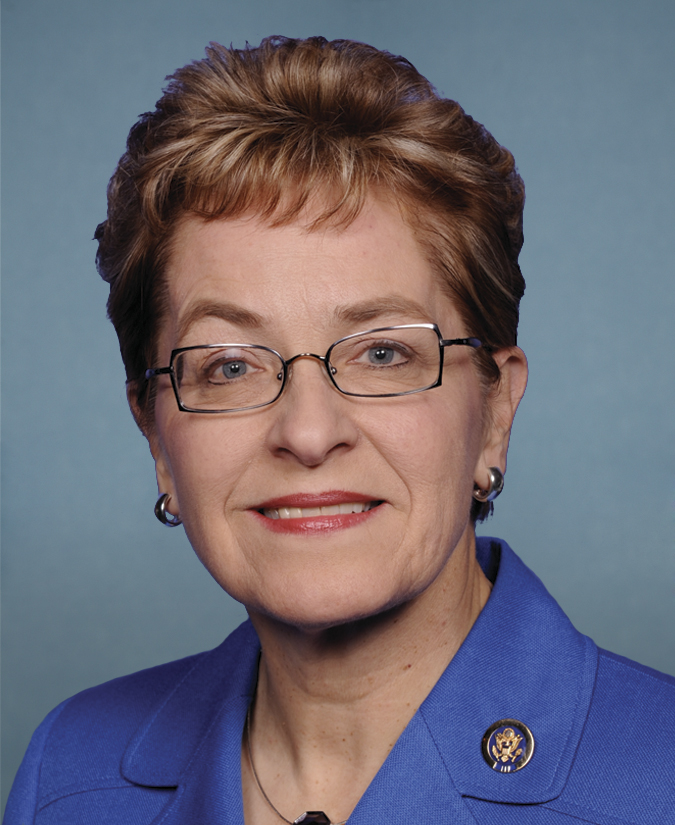
Марсі Каптур

12 грудня Палата Представників у пришвидшеному режимі прийняла свій варіант Закону, що майже повторює зміст S.2828. Він має № H.R.5859 і називається «Про введення санкцій стосовно Російської Федерації з метою забезпечення додаткової допомоги Україні, а також для інших цілей» (англ. To impose sanctions with respect to the Russian Federation, to provide additional assistance to Ukraine, and for other purposes).
Автор проєкту — конгресвумен Марсі Каптур. Саме цей варіант документа підписаний Президентом.
У порівнянні з початковим текстом, був вилучений розділ щодо надання Україні статусу головного союзника поза НАТО із зауваженням, що це є прерогативою адміністрації президента США. Крім того, зазнали певних поправок формулювання щодо санкцій проти Росії. З іншого боку, передбачається виділення $350 млн на військову підтримку України, в тому числі у вигляді постачання оборонного озброєння.
Згідно з коментарем МЗС України, Закон передбачає можливість надати Україні військову техніку, наприклад, засоби протитанкового озброєння, радарних систем для боротьби з артилерією, тактичних розвідувальних БПЛА, захищених засобів зв'язку, а також допомогу щодо навчання українських військовиків.
Упродовж 60 днів після вступу в дію Закону Президент США має подати до Конгресу перелік необхідного військового майна та послуг, а також розрахунки щодо термінів проведення відповідних робіт. З цією метою Державному департаменту виділяється 350 млн дол., які будуть доступні для використання до кінця 2017 р. (100 млн — у 2015 фінансовому році, по 125 млн у 2016 та 2017).
У бюджеті США також закладаються кошти, аби надати Україні технічну допомогу у царині зміцнення енергетичної безпеки та розвитку громадянського суспільства. Аби зменшити залежність України від експорту енергоносіїв, США допомагатимуть Уряду України у розробці середньо- та довгострокових планів з підвищення енергоефективності та виробництва енергії. З цією метою на 2016–2018 фін. рр. передбачені видатки у розмірі 50 млн дол.
На розвиток в Україні громадянського суспільства, незалежних ЗМІ та боротьбу з корупцією передбачено виділити 20 млн дол.